# 1710 en France
Chronologie de la France
- 1706
- 1707
- 1708
- 1709
- 1710
- 1711
- 1712
- 1713
- 1714

Cette page concerne l’année 1710 du calendrier grégorien.

## Événements
- 1er janvier : le contrôleur général des finances Desmarets met sur pied la caisse des receveurs généraux, présidée par le banquier Legendre[1]. Elle prête plus de 400 millions à l’État de 1711 à 1714, soit plusieurs fois le volume annuel des recettes obtenues par le roi au titre purement fiscal[2].

- 22 janvier : le Conseil d’État ordonne la démolition de l’abbaye de Port-Royal des Champs[3].  « Restaient les bâtiments. Après bien des tergiversations, on résolut de les détruire et de n’y pas laisser pierre sur pierre »[4]. En 1711-1712, trois mille corps sont exhumés du cimetière et emmenés à la fosse commune du cimetière Saint-Lambert. En septembre 1712 l’église est abattue ; en 1713 on fait sauter les murailles[5].

- 15 février : naissance du duc d’Anjou, futur Louis XV[6].

- 9 mars : conférences préparatoires à Mont-Sainte-Gertrude. Le maréchal d’Uxelles et l’abbé de Polignac sollicitent la paix à des conditions humiliantes. Extrêmes concessions de Louis XIV, qui offre de fournir des subsides aux Alliés s’ils doivent continuer la guerre pour détrôner son petit-fils (15 juin)[7].

- 29 juin : les Alliés prennent Douai après cinquante-deux jours de siège[8].

- 12-13 juillet : une assemblée nocturne de protestants est surprise à Millerines, dans les Cévennes[9] ; deux des assistants sont condamnés à mort et exécutés à Montpellier[10].
- 25 juillet : débarquement britannique du général Saissan à Cette et à Agde.
- 27 juillet :
  - les ducs de Noailles et de Roquelaure reprennent Agde[9].
  - victoire des Alliés sur les Franco-Espagnols à la bataille d’Almenar en Catalogne[11].
- 29 juillet : Cette est évacuée par les Alliés[9].
- 20 août : victoire des Alliés sur les Franco-Espagnols à la bataille de Saragosse. La tentative franco-espagnole de reconquête de la Catalogne est stoppée[12].
- 29 août : les Alliés prennent Béthune[8].

- 19 septembre : échec français devant Rio de Janeiro[13].

- 14 octobre :
  - Abraham Mazel, le dernier camisard, trahi, est abattu au mas de Cotteau près d’Uzès[14].
  - instauration du « dixième », impôt proportionnel de 10 % sur tous les revenus. En outre, le clergé fournit 24 millions de livres par un « don gratuit » extraordinaire prélevé dans les villes du royaume (5 juillet)[15].
- 16 octobre, Acadie : les Britanniques prennent définitivement position à Port-Royal qui est renommé Annapolis Royal[16].
- 21 octobre : la création d’un lazaret est autorisée à Cette[9].
- 25 octobre : Pierre Claris, prédicant camisard, est roué vif à Montpellier[9].

- 8 - 9 décembre : victoire française de Vendôme sur les Impériaux de Starhemberg et Stanhope à la bataille de Brihuega[17].
- 10 décembre : victoire française sur les Impériaux à la bataille de Villaviciosa[17].

- Les jésuites ont 86 collèges en France, les Oratoriens 30 et les Doctrinaires 24, les Barnabites 10[18].